# 豊後国
豊後国（ぶんごのくに、7世紀末 - 1872年）は、かつて日本の地方行政区分だった令制国の一つ。西海道に属し、現在の大分県に属する。

## 領域
明治維新直前の領域は、現在の大分県から下記を除いた区域に相当する。
- 豊後高田市の一部（水崎）
- 宇佐市の大部分（安心院町南畑を除く）
- 中津市の大部分（山国町長尾野を除く）

## 沿革

### 古代
古墳時代には国東半島中心とした地域に国前国造、大分郡を中心とした地域に大分国造、日田郡を中心とした地域に比多国造が設置された。
飛鳥時代の大化の改新のあとの701年に律令制（大宝律令）が施行され、九州全体は西海道の一部になり、それまでの豊国（とよのくに）が分割され、豊後国と豊前国が設けられた（続日本紀）。
また8世紀前半の編纂とされている『豊後国風土記』は、全国で5つだけのほぼ完全な形で残る風土記の1つである。
豊後国は、平安時代まで和名で「とよ くにの みちのしり」と読んだ。

### 中世
平安時代末期の1185年、治承・寿永の乱（源平合戦）で平家が滅びた後、源頼朝は親平家方であった九州の在地武家を抑えこむため、新しく東国御家人の大友氏を守護として九州に送り込んだ。豊後国では大友御紋衆の一萬田氏や大友の下り衆が次第に勢力を強め、国衆であった丹部氏、漆嶋氏、宇佐氏、大神氏、清原氏、藤原氏、阿南氏、稙田氏、大野氏、臼杵氏、緒方氏、賀来氏、佐伯氏、橋爪氏、徳丸氏など在地武家を抑え込んだ。
鎌倉時代から室町時代も大友氏が守護であり、戦国時代から安土桃山時代にかけては争いごとも盛んに起きた。
- 1530年（享禄3年） 賀来の騒動 - 大友御紋衆清田氏と国衆との争い
- 1534年（天文3年） 勢場ヶ原の戦い - 大友義鑑 x 大内義隆（陶興房）
- 1570年（元亀元年） 今山の戦い
- 1578年（天正6年） 耳川の戦い
- 1586年（天正14年） 天正の役（豊薩合戦）、九州平定
- 1586年（天正14年）戸次川の戦い - 豊臣 x 島津
- 1600年（慶長5年） 石垣原の戦い - 黒田如水 x 大友義統

21代目大友宗麟の時代には、ポルトガルやカンボジアとの交易も拡大した。
豊臣政権下において検地（太閤検地）が実施され、42万石が総石高とされた。

### 江戸時代
1803年に唐橋世済他が編纂した『豊後国志』に当時の豊後国に関する趨勢統計や史跡史実が纏められている。

### 近世以降の沿革
- 「旧高旧領取調帳」に記載されている明治初年時点での国内の支配は以下の通り（1812村・46万611石余）。太字は当該郡内に藩庁が所在。国名のあるものは飛地領。
  - 国東郡（207村・8万1399石余） - 幕府領（熊本藩預地）、旗本領、杵築藩、肥前島原藩、日向延岡藩
  - 速見郡（123村・5万9230石余） - 幕府領（熊本藩預地）、旗本領、杵築藩、日出藩、森藩、日向延岡藩
  - 大分郡（269村・7万1302石余） - 幕府領（熊本藩預地）、旗本領、府内藩、臼杵藩、岡藩、肥後熊本藩、日向延岡藩
  - 海部郡（317村・6万2275石余） - 幕府領（佐伯藩預地）、臼杵藩、佐伯藩、肥後熊本藩
  - 大野郡（460村・7万2685石余） - 岡藩、臼杵藩
  - 直入郡（303村・4万9799石余） - 幕府領（熊本藩預地）、岡藩、肥後熊本藩
  - 玖珠郡（40村・3万841石余） - 幕府領（西国筋郡代）、森藩
  - 日田郡（93村・3万3076石余） - 幕府領（西国筋郡代）、森藩
- 慶応4年
  - 閏4月25日（1868年6月15日） - 西国筋郡代の管轄区域が日田県の管轄となる。
  - 8月28日（1868年10月13日） - 熊本藩預地が日田県の管轄となる[2]。
  - 8月 - 旗本領が日田県の管轄となる。
- 明治3年12月24日（1871年2月13日） - 佐伯藩預地が日田県の管轄となる[2]。
- 明治4年
  - 2月22日（1871年4月11日） - 領知替えにより延岡藩領が日田県の管轄となる。
  - 7月14日（1871年8月29日） - 廃藩置県により、藩領が森県、岡県、臼杵県、佐伯県、府内県、杵築県、日出県および熊本県、島原県の飛地となる。
  - 11月14日（1871年12月25日） - 第1次府県統合により、全域が大分県の管轄となる。

## 国内の施設

### 国府
国府は大分郡にあった。現在の大分市古国府と推定されるが、遺跡はまだ見つかっていない。

### 国分寺・国分尼寺
豊後国分寺
現在の金光明寺（大分県大分市国分）。

### 神社
延喜式内社
『延喜式神名帳』には、以下に示す大社1座1社・小社5座4社の計6座5社が記載されている（「豊後国の式内社一覧」参照）。大社1社は、名神大社ではない。
- 直入郡 健男霜凝日子神社 （竹田市）
- 大分郡 西寒多神社 （大分市寒田） - 大社。
- 速見郡 宇奈岐日女神社 （由布市）
- 速見郡 火男火売神社二座 （別府市）
- 海部郡 早吸日女神社 （大分市佐賀関）

総社・一宮
- 総社 不詳
- 一宮 西寒多神社または柞原八幡宮 （大分市上八幡） - 並立し、古くから論争が続いていた。また、中世以降は大伴氏により大分社が一宮に指定されたともいう。

二宮以下は不詳である。

### 安国寺利生塔
- 豊後安国寺 - 大分県国東市国東町安国寺。

## 地域

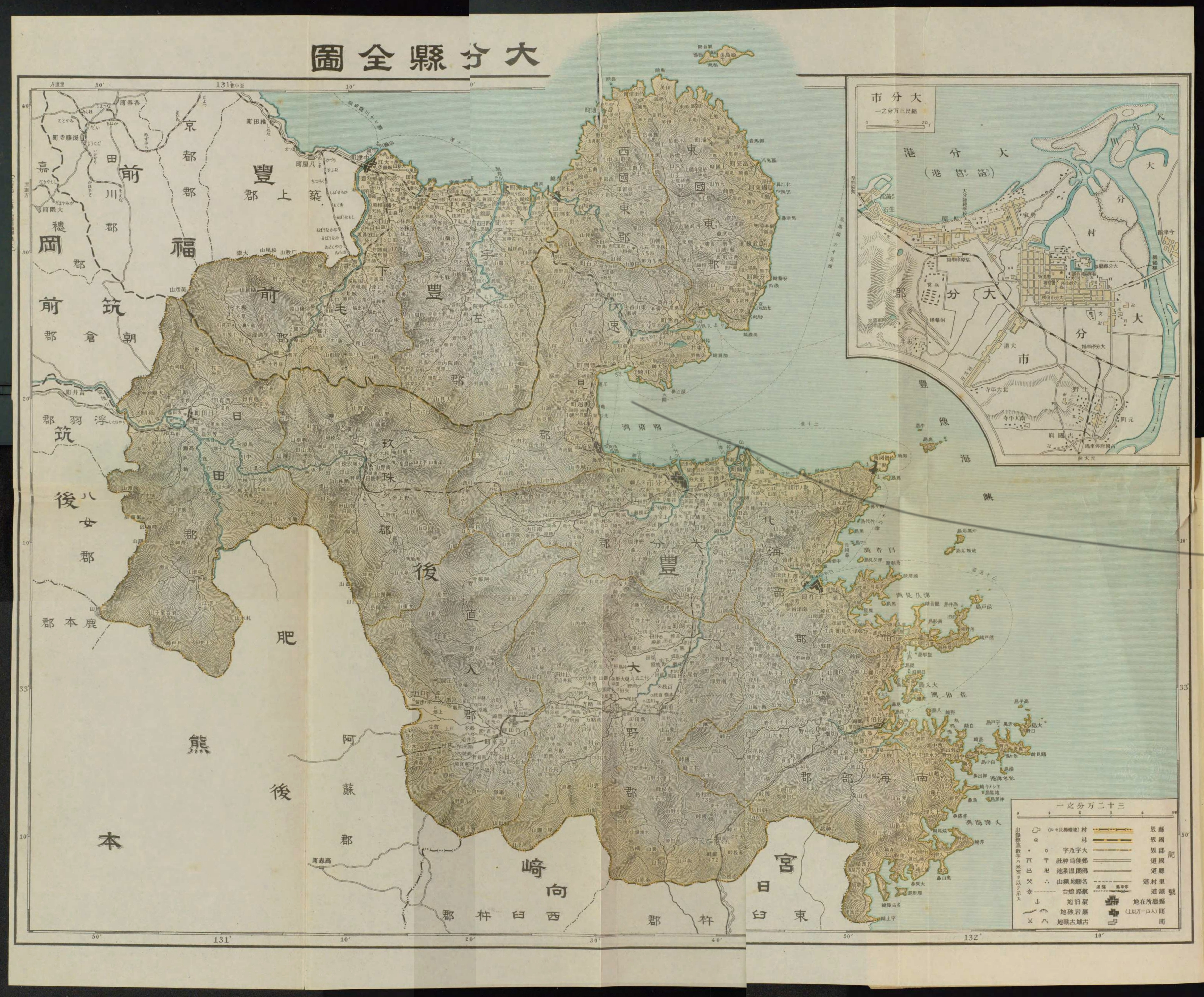
豊後国志復刻版より旧大分県の郡割り（1931年）。

### 郡
- 日田郡（日高郡[注釈 4]）
- 球珠郡（玖珠郡[注釈 5]）
- 直入郡
- 大野郡
- 海部郡
- 大分郡
- 速見郡
- 国埼郡（国東郡[注釈 5]）

特記した以外は『豊後国風土記』での表記による。

### 江戸時代の藩
- 杵築藩、小笠原家（4万石）→能見松平家（3.2万石）
- 高田藩、能見松平家（3.7万石→3.2万石で杵築藩に移封）
- 日出藩、木下家（3万石→2.5万石）
- 日田藩、石川家（6万石）
- 森藩、来島家(久留島家)（1.4万石→1.25万石）
- 府内藩、竹中家（2万石）→日根野家（2万石）→大給松平家（2.1万石）
- 臼杵藩、稲葉家（5万石）
- 佐伯藩、毛利家（2万石）
- 岡藩、中川家（7万石）
- 豊後高松藩、大給松平家（2.22万石）
- 立石領(交代寄合)、木下家（5千石）

## 人物

### 国司（豊後守・豊後介）
- 陽候史真身、天平7年（735年）任官 - 豊後守
- 小治田諸人、天平10年（738年）任官
- 榎井子祖父、天平宝字元年（757年）任官
- 池田足継、天平宝字5年（761年）任官
- 笠不破麻呂、天平宝字7年（763年）任官
- 佐伯久良麻呂、天平神護元年（767年）任官
- 紀鯖麻呂、宝亀2年（771年）任官
- 多治比継兄、天応元年（781年）任官
- 大神良臣、仁和2年（886年） - 豊後介
- 藤原園人
- 藤原豊彦
- 難波頼経、1180年頃
- 源光季

### 守護

#### 鎌倉幕府
- 1206年 - ? - 大友能直
- 1242年 - 1285年 - 大友頼泰
- ? - ? - 大友貞親
- ? - 1333年 - 大友貞宗

#### 室町幕府
- 1333年 - 大友貞宗
- 1334年 - 1352年 - 大友氏泰
- 1352年 - 1364年 - 大友氏時
- 1364年 - 1367年 - 大友氏継
- 1371年 - 1416年 - 大友親世
- 1372年 - 1376年 - 大友氏継
- 1416年 - 1426年 - 大友親著
- 1427年 - 1429年 - 大友持直
- 1444年 - ? - 大友親繁
- 1453年 - 1458年 - 大友親綱
- 1469年 - 1482年 - 大友親繁
- 1482年 - 1484年 - 大友政親
- 1484年 - 1496年 - 大友義右
- 1496年 - 1501年 - 大友親治
- 1501年 - 1516年 - 大友義長（義親）
- 1525年 - 1550年 - 大友義鑑
- 1550年 - 1576年 - 大友義鎮（宗麟）

### 戦国時代

#### 戦国大名
- 大友氏：豊後・筑後二国の守護に任じられていたが、義鑑の代に肥後に進出し1543年には肥後守護に補任される。義鎮（宗麟）の治世に最盛期を迎え、肥前・豊前・筑前にも進出して1554年に肥前守護、1559年に豊前・筑前の守護に補任。九州6ヶ国の守護となり、龍造寺氏、島津氏と九州の覇を競った。徐々に衰退して豊薩合戦で島津氏に敗れ、豊臣氏の九州平定後には豊後1国のみを安堵される。

#### 豊臣政権の大名
- 大友義統・大友義乗：豊後1国。1587年 - 1593年（文禄の役での義統の失態のため改易）
- 中川秀成：豊後岡7万石。1594年 - 1600年（関ヶ原の戦い後、所領安堵。豊後岡藩初代藩主となる）
- 太田一吉：豊後臼杵6万5千石。1594年 - 1600年（関ヶ原の戦い後、改易）
- 福原長堯：豊後府内12万石→6万石。1597年 - 1600年（関ヶ原の戦い後、自刃）
- 早川長政：豊後府内→杵築2万石。1594年 - 1600年（関ヶ原の戦い後、改易）
- 毛利高政：豊後日田・玖珠2万石。1595年 - 1600年（関ヶ原の戦い後、豊後佐伯藩2万石に移封）
- 垣見一直：豊後富来2万石。1594年 - 1600年（関ヶ原の戦い後、大垣城にて殺害される）
- 熊谷直盛：豊後安岐1万5千石。1594年 - 1600年（関ヶ原の戦い後、大垣城にて殺害される）
- 竹中重利：豊後高田1万3千石。1594年 - 1600年（関ヶ原の戦い後、豊後府内藩2万石に移封）
- 木村清久：豊後国内1万石。1594年 - 1600年（関ヶ原の戦い後、改易）
- 細川忠興：豊後杵築6万石（飛び領、城代：松井康之、有吉立行）。1599年 - 1632年（肥後熊本藩54万石に移封）

### 武家官位としての豊後守

#### 江戸時代以前
- 朝倉将景
- 遊佐秀頼
- 姉小路秀綱
- 三木顕綱
- 諸角豊後守
- 毛利重政
- 本多広孝
- 薩摩島津氏分家豊州家
  - 島津季久
  - 島津忠朝
  - 島津忠広
  - 島津忠親
  - 島津久賀

#### 江戸時代
- 忍藩阿部家
  - 阿部忠秋、初代藩主
  - 阿部正武、3代藩主
  - 阿部正喬、4代藩主
  - 阿部正允、5代藩主
  - 阿部正識、7代藩主
  - 阿部正由、8代藩主
- その他
  - 稲葉雍通、豊後臼杵藩主
  - 内田正道、下総小見川藩主
  - 織田成純、大和柳本藩主
  - 加藤明煕、近江水口藩主
  - 真田幸専、信濃松代藩主
  - 真田幸貫、松代藩主、老中
  - 内藤正縄、信濃岩村田藩主
  - 西尾光教、美濃揖斐藩主
  - 久松勝行、下総多古藩主
  - 別所吉治、但馬八木藩主
  - 本多康紀、三河岡崎藩第2代藩主
  - 松倉重政、大和五条藩、肥前島原藩主
  - 松平親純、豊後杵築藩主
  - 水野忠友、三河大浜藩、駿河沼津藩主。老中
  - 小栗忠順、幕末三傑。一般に上野介として知られるが、豊後守も名乗っていた。